# 1996 في فنلندا
فيما يلي قوائم الأحداث التي وقعت خلال عام 1996 في فنلندا.

## سياسة

### تعيين في المنصب
- 2 فبراير – ساولي نينيستو وزير المالية [الإنجليزية]‏.

### انتهاء فترة المنصب
- 1 فبراير – ساولي نينيستو وزير العدل [الإنجليزية]‏.

## ظهور
- 1 يوليو – نايتويش

## وفيات

### أكتوبر
- 11 أكتوبر – لارس أهلفورس (مواليد 1907) رياضياتي فنلندي.